# FC Sevilla
Der Sevilla Fútbol Club, im deutschen Sprachraum als FC Sevilla bezeichnet, ist ein spanischer Fußballverein aus der andalusischen Stadt Sevilla, der in der Primera División spielt. Mit sieben Titeln ist der FC Sevilla Rekordgewinner des UEFA-Pokals bzw. der UEFA Europa League und international einer der erfolgreichsten spanischen Vereine.
Die Mannschaft trägt bei Heimspielen weiße und bei Auswärtsspielen normalerweise rote Trikots. Die Fans des Sevilla FC werden Sevillistas genannt. Als „Erzfeind“ des Klubs gilt der Stadtrivale Betis Sevilla; ihr direktes Aufeinandertreffen wird als Derbi sevillano bezeichnet.
Im Jahr 1958 eröffnete der Verein das Stadion Ramón Sánchez Pizjuán, das aktuell 43.833 Zuschauern Platz bietet. Das vereinseigene Stadion war Spielort der Fußball-Weltmeisterschaft 1982 in Spanien – damals noch mit einer Kapazität von 70.000 Plätzen, weil es mehr Stehränge gab. Es liegt unweit des östlichen Stadtrands Sevillas in Laufentfernung zum Hauptbahnhof Santa Justa.
Der Verein betreibt eine eigene Radiostation, Sevilla FC Radio, den Fernsehsender Sevilla FC Televisión und gibt die Zeitung Sevilla FC Periódico heraus.
Die zweite Mannschaft des Vereins spielt seit der Saison 2007/08 wieder unter ihrem traditionellen Namen Sevilla Atlético (zuvor Sevilla FC B).

## Geschichte

### Die Anfänge

Leistungen des FC Sevilla in der Liga 1929-heute

Der Klub wurde am 25. Januar 1890 gegründet und stieg 1934 in die Primera División auf. Nachdem 1940 und 1943 jeweils der 2. Platz erreicht worden war, wurde der Sevilla FC 1946 spanischer Meister. Der Klub wurde in den folgenden Jahren noch zweimal Vizemeister (1951 und 1957). Den spanischen Pokalwettbewerb, der damals noch unter dem Namen Copa del Generalísimo geführt wurde, gewann der Sevilla FC bis inklusive 1950 dreimal in den Jahren 1935, 1939 und 1948.

### Vizemeisterschaften und erste europäische Spielzeit (1950–1958)
In der Spielzeit 1950/51 wurde der FC Sevilla Vizemeister hinter Atlético Madrid, was die beste Platzierung seit dem Meistertitel 1946 darstellte.
1955 erreichte man zum vierten Mal das Finale des nationalen Pokals. Dieses ging mit 0:1 gegen Atlético Bilbao verloren.
Im Spieljahr 1956/57 wurde Sevilla nach 1951 einmal mehr Vizemeister, dieses Mal hinter Real Madrid. Da Real Madrid am Ende der Spielzeit sowohl den Europapokal der Landesmeister als auch die Meisterschaft gewann, qualifizierte Sevilla sich für die folgende Ausgabe des Landesmeisterpokals. In der Saison 1957/58 wurde Sevilla dann der erste Klub aus Andalusien, der im Europapokal der Landesmeister spielte. Nach einem Sieg über Aarhus GF in der 1. Runde zog Sevilla ins Viertelfinale ein, wo es auf Titelverteidiger Real Madrid traf. Das Viertelfinale gegen die Königlichen wurde das erste Aufeinandertreffen zweier Vereine aus der gleichen Liga in einem europäischen Wettbewerb. Das Hinspiel in Madrid verloren die Andalusier mit 0:8 und das Rückspiel beendeten sie 2:2, worauf sie mit einem Gesamtergebnis von 2:10 ausschieden.
1962 erreichte man zum fünften Mal das Endspiel der Copa del Generalísimo. Dort verlor man im Estadio Santiago Bernabéu gegen das dort ansässige Real Madrid mit 1:2.

### Das neue Jahrtausend mit neuem Aufschwung (2001–2006)
| Saisonleistungen von 2001 bis 2006 | Saisonleistungen von 2001 bis 2006 | Saisonleistungen von 2001 bis 2006 | Saisonleistungen von 2001 bis 2006 | Saisonleistungen von 2001 bis 2006 | Saisonleistungen von 2001 bis 2006 |
| Saison                             | Platzierung                        | Torverhältnis                      | Punkte                             | Fortschritt Copa del Rey           | Fortschritt Europapokal            |
| ---------------------------------- | ---------------------------------- | ---------------------------------- | ---------------------------------- | ---------------------------------- | ---------------------------------- |
| 2001/02                            | 8.                                 | 51:40                              | 53                                 | 2. Runde                           |                                    |
| 2002/03                            | 10.                                | 38:39                              | 50                                 | Viertelfinale                      |                                    |
| 2003/04                            | 6.                                 | 56:45                              | 55                                 | Halbfinale                         |                                    |
| 2004/05                            | 6.                                 | 44:41                              | 60                                 | Viertelfinale                      | Achtelfinale UEFA-Pokal            |
| 2005/06                            | 5.                                 | 54:39                              | 68                                 | Achtelfinale                       | Titelgewinn UEFA-Pokal             |

Seit dem Aufstieg aus der Segunda División in der Saison 2000/01 spielt der FC Sevilla permanent erstklassig. Jedoch konnte man den eigenen Erwartungen vorerst nicht gerecht werden. Zur Saison 2001/02 erreichte man Platz 8 und verpasste damit um nur einen Punkt die Qualifikation zum UEFA-Pokal. Zwischenzeitlich erreichte Stadtrivale Real Betis – der ebenfalls zuvor aufgestiegen war – den sechsten Platz und qualifizierte sich wiederum für den Wettbewerb. In der Saison 2002/03 erreichte man den zehnten Platz, was dem Klub weiterhin zu wenig war. Dafür konnte man in der Copa del Rey das Viertelfinale erreichen. Nach einem 1:1 im Hinspiel verlor man mit 2:3 gegen den CA Osasuna. Mit zunehmender Dauer des neuen Jahrtausends wurde Sevilla immer stärker und schaffte es in der Saison 2003/04 schließlich mit dem 6. Platz erstmals wieder in den Europapokal zurück. Außerdem erreichte man das Halbfinale in der Copa del Rey. Dort scheiterte man im Hinspiel mit 0:2 an Real Madrid, da es im Rückspiel nur zu einem 1:0-Erfolg reichte.
Im UEFA-Pokal 2004/05 stieß Sevilla zur ersten Runde hinzu und gewann dort beide Spiele gegen Nacional Funchal mit 2:0 und 2:1. Anschließend traf man in der Gruppenphase auf Alemannia Aachen (2:0 h), Zenit St. Petersburg (1:1 a), AEK Athen (3:2 h) und den OSC Lille (0:1 a) und erreichte mit sieben Punkten den zweiten Platz. Im Sechzehntelfinale musste sich Sevilla Panathinaikos Athen stellen. Das Hinspiel verlor man mit 0:1, drehte den Rückstand aber noch mit einem 2:0 im Rückspiel. Im Achtelfinale unterlag man nach einem 0:0 im Hinspiel schließlich dem FC Parma mit 0:1. Auf nationaler Ebene beendete man die Saison 2004/05 erneut auf Platz 6 und verpasste die Qualifikation zur UEFA Champions League nur hauchdünn. Zwischenzeitlich wurden in der Copa del Rey alte Erinnerungen wach, denn wie schon zwei Jahre zuvor musste man sich im Viertelfinale dem CA Osasuna geschlagen geben. Diesmal siegte Sevilla im Hinspiel mit 2:1, verlor aber das Rückspiel mit 1:3.
In der Saison 2005/06 schien der FC Sevilla dann endgültig zu alter Stärke zurückzufinden. Während man auf nationaler Ebene mit Platz 5 in der Liga und dem Achtelfinale in der Copa del Rey insgesamt verbesserungswürdig auftrat, überzeugte man dafür im europäischen Geschäft. Die erste Runde des UEFA-Pokals gegen den FSV Mainz 05 (0:0 h; 2:0 a) wurde überstanden, in der Gruppenphase wurde man Gruppensieger. Dabei traf man auf Beşiktaş Istanbul (3:0 h), Zenit St. Petersburg (1:2 a), Vitória Guimarães (3:1 h) und die Bolton Wanderers (1:1 a). Über Lokomotive Moskau (1:0 a; 2:0 h), den OSC Lille (1:0 h; 1:1 a), Zenit zum zweiten (4:1 h; 1:1 a) und den FC Schalke 04 (0:0 a; 1:0 h, n. V.) erreichte Sevilla somit erstmals in der Vereinsgeschichte ein Europacup-Finale. Dort traf man auf den FC Middlesbrough und fertigte diesen im Philips Stadion mit 4:0 ab. Damit bejubelte Sevilla gleichzeitig den ersten internationalen Titel der Vereinsgeschichte.

### National und international voll im Geschäft (2006–2010)
| Saisonleistungen von 2006 bis 2010 | Saisonleistungen von 2006 bis 2010 | Saisonleistungen von 2006 bis 2010 | Saisonleistungen von 2006 bis 2010 | Saisonleistungen von 2006 bis 2010 | Saisonleistungen von 2006 bis 2010 |
| Saison                             | Platzierung                        | Torverhältnis                      | Punkte                             | Fortschritt Copa del Rey           | Fortschritt Europapokal            |
| ---------------------------------- | ---------------------------------- | ---------------------------------- | ---------------------------------- | ---------------------------------- | ---------------------------------- |
| 2006/07                            | 3.                                 | 64:35                              | 71                                 | Titelgewinn                        | Titelgewinn UEFA-Pokal             |
| 2007/08                            | 5.                                 | 75:49                              | 64                                 | Achtelfinale                       | Achtelfinale Champions League      |
| 2008/09                            | 3.                                 | 75:49                              | 70                                 | Halbfinale                         | Gruppenphase UEFA-Pokal            |
| 2009/10                            | 4.                                 | 65:49                              | 63                                 | Titelgewinn                        | Achtelfinale Champions League      |

Die Saison 2006/07 startete für den FC Sevilla mit dem UEFA Super Cup, wo man den FC Barcelona überraschend mit 3:0 besiegte. Für Sevilla war damit innerhalb weniger Monate der zweite internationale Titel gesichert. In der neuen Saison des UEFA-Pokals absolvierte man die erste Runde gegen Atromitos Athen (2:1 a; 4:0 h) mit Bravour. In der Gruppe C musste sich der andalusische Klub Slovan Liberec (0:0 a), Sporting Braga (2:0 h), dem Grasshopper Club Zürich (4:0 a) und AZ Alkmaar (1:2 h) stellen. Dabei platzierte man sich hinter den Niederländern auf Platz 2. Anschließend startete der FC Sevilla in der K.O.-Runde voll durch und bezwang hierbei Steaua Bukarest (2:0 a; 1:0 h), Schachtar Donezk (2:2 h; 3:2 a, n. V.), Tottenham Hotspur (2:1 h; 2:2 a) und den CA Osasuna (0:1 a; 2:0 h). Somit stand der FC Sevilla schon wieder im Finale und schlug dort Espanyol Barcelona im Hampden Park. Beim Stand von 1:1 ging es hierbei in die Verlängerung, in der für beide Mannschaften noch jeweils ein Tor fiel. Die Entscheidung fiel schlussendlich im Elfmeterschießen, womit Sevilla in der Geschichte des UEFA-Pokals der zweite Klub wurde, der seinen Titel in der Folgesaison verteidigen konnte. Als Erstes gelang dies Real Madrid in der Saison 1985/86. Aber es kam noch besser, denn Sevilla erreichte in der Liga Platz 3 und war damit zur Teilnahme an der Qualifikation zur UEFA Champions League 2007/08 berechtigt. Zudem konnte man im Finale der Copa del Rey mit einem 1:0 den FC Getafe schlagen und auch in der Supercopa de España setzte man sich mit zwei Siegen (1:0 h; 5:3 a) spektakulär gegen Real Madrid durch. Somit gewannen die Andalusier innerhalb von nur wenigen Monaten ein Triple, das aber auf zwei Saisons aufgespalten gewonnen wurde und daher nur als Double (aus UEFA-Pokal und Copa del Rey) anerkannt wurde.
Am 25. August 2007 trat man zum ersten Liga-Spieltag der Saison 2007/08 gegen den FC Getafe (4:1) an. Dabei erlitt der erst 22-jährige Antonio Puerta in der 30. Spielminute eine Synkope. Seine Mitspieler bewahrten ihn davor, seine Zunge verschlucken, anschließend wurde er ausgewechselt. Er brach anschließend in der Kabine erneut zusammen und erlitt einen Herz-Kreislauf-Stillstand an dessen Folgen er drei Tage später verstarb. Daher wurde auch das ursprünglich für den 28. August terminierte Playoff-Rückspiel in der Champions-League-Qualifikation gegen AEK Athen um sechs Tage verschoben. Dennoch gewann Sevilla beide Spiele (2:0 h; 4:1 a) und qualifizierte sich erstmals überhaupt für die Gruppenphase der Königsklasse. Sevilla wurde der Gruppe H zugelost, wo man es mit dem FC Arsenal, Slavia Prag und Steaua Bukarest zu tun bekam und Gruppensieger wurde. Anschließend wurde es im Achtelfinale gegen Fenerbahçe Istanbul enorm spannend. Das Hinspiel endete mit einem 3:2 zu Gunsten der Türken, das Rückspiel entschieden wiederum die Spanier nach Verlängerung mit 3:2 für sich. Auch im Elfmeterschießen stand es 3:2, aber diesmal ging Fenerbahçe als Sieger vom Platz. In der Copa del Rey kam Sevilla gegen den FC Barcelona nicht über das Achtelfinale hinaus. Beide Spiele endeten remis (1:1 a; 0:0 h), jedoch profitierten die Katalanen von der Auswärtstorregel. In der Liga belegte Sevilla Platz 5, da man im direkten Vergleich gegen das punktgleiche Atlético Madrid das Nachsehen hatte, und verpasste damit knapp die UEFA Champions League 2008/09.
In der Saison 2008/09 traf Sevilla zur ersten Runde des UEFA-Pokals auf den FC Red Bull Salzburg. Ein doppelter 2:0-Erfolg brachte die Andalusier in die Gruppenphase, wo man jedoch nur Platz 4 erreichte und damit erstmals seit der Rückkehr ins europäische Geschäft die K.O.-Runde verpasste. Siege und Niederlagen wechselten sich hierbei ab: Der VfB Stuttgart (2:0 h) und Partizan Belgrad (3:0 a) konnten bezwungen werden, dafür scheiterte man an Standard Lüttich (0:1 a) und Sampdoria Genua (0:1 a). Durch das frühe Ausscheiden im Europacup konnte sich Sevilla dafür vermehrt auf die nationalen Wettbewerbe konzentrieren. Die Auswärtstorregel brachte Sevilla gegen den FC Valencia (2:3 a; 2:1 h) ins Halbfinale der Copa del Rey, das man gegen Athletic Bilbao trotz eines 2:1-Hinspielsieges noch mit einem 0:3 im Rückspiel verlor. Die Liga beendete man erneut auf dem dritten Platz und schaffte damit die Qualifikation zur UEFA Champions League 2009/10.
Zur Saison 2009/10 wurde Sevilla in der Champions-League-Gruppe G gegen den VfB Stuttgart, Unirea Urziceni und Glasgow Rangers Gruppensieger und qualifizierte sich so fürs Achtelfinale. Dort unterlag man jedoch nach einem 1:1 im Hinspiel ZSKA Moskau mit 2:1. In der Liga belegte man Platz 4, und am 19. Mai gewann man die fünfte – und bis heute letzte – Copa del Rey der Klubgeschichte. Dabei schlug man Atlético Madrid im Camp Nou mit 2:0.

### Leistungsrückgang und Titel in weiter Ferne (2010–2013)
| Saisonleistungen von 2010 bis 2013 | Saisonleistungen von 2010 bis 2013 | Saisonleistungen von 2010 bis 2013 | Saisonleistungen von 2010 bis 2013 | Saisonleistungen von 2010 bis 2013 | Saisonleistungen von 2010 bis 2013   |
| Saison                             | Platzierung                        | Torverhältnis                      | Punkte                             | Fortschritt Copa del Rey           | Fortschritt Europapokal              |
| ---------------------------------- | ---------------------------------- | ---------------------------------- | ---------------------------------- | ---------------------------------- | ------------------------------------ |
| 2010/11                            | 5.                                 | 62:61                              | 58                                 | Halbfinale                         | Sechzehntelfinale Europa League      |
| 2011/12                            | 9.                                 | 48:47                              | 50                                 | Achtelfinale                       | Qualifikations-Playoff Europa League |
| 2012/13                            | 9.                                 | 58:54                              | 50                                 | Halbfinale                         |                                      |

Die Saison 2010/11 fing für den FC Sevilla alles andere als nach Plan an. In der Supercopa de España gegen den FC Barcelona verloren die Andalusier nach einem 3:1 im Hinspiel das Rückspiel mit 0:4. Zudem scheiterte man in der Play-off-Runde zur Champions League mit zwei Niederlagen von 0:1 und 3:4 an Sporting Braga. In der Gruppenphase der Europa League spielten die Andalusier in einer verhältnismäßig schweren Gruppe J gegen Paris Saint-Germain, Borussia Dortmund und Karpaty Lemberg und belegten hinter den Parsiern den zweiten Tabellenplatz. Im Sechzehntelfinale schied man gegen den späteren Turniersieger FC Porto aus. Dabei verlor man im Hinspiel mit 1:2 und kam trotz eines 1:0-Rückspielsieges aufgrund der Auswärtstorregel nicht weiter. In der Liga belegte die Mannschaft Platz 5 und in der Copa del Rey kam sie bis ins Halbfinale, wo man gegen Real Madrid unterging (0:1 h; 0:2 a).
Sevilla spielte in der Saison 2011/12 in der Play-off-Runde zur Europa League mit. Dort schied die Mannschaft gegen den deutschen Bundesligisten Hannover 96 aus. Damit verpassten die Andalusier erstmals seit acht Jahren den Europapokal. In der Liga reichte es lediglich zum neunten Platz, womit die Mannschaft sich erneut nicht für den Europapokal qualifizierte. Auch in der Spielzeit 2012/13 reichte es für den FC Sevilla lediglich zum neunten Tabellenplatz, wobei die Mannschaft dann unverhofft zu einer Teilnahme an der Qualifikation zur UEFA Europa League 2013/14 kam, da Rayo Vallecano von der UEFA die Lizenz entzogen worden war. Dabei gelang aber erneut der Halbfinal-Einzug in der Copa del Rey. Nach einer 1:2-Niederlage im Hinspiel gegen Atlético Madrid kam man im Rückspiel nicht über ein 2:2 hinaus.

### Europa-League-Rekordsieger mit drei Titeln in Folge (2013–2016)
| Saisonleistungen von 2013 bis 2016 | Saisonleistungen von 2013 bis 2016 | Saisonleistungen von 2013 bis 2016 | Saisonleistungen von 2013 bis 2016 | Saisonleistungen von 2013 bis 2016 | Saisonleistungen von 2013 bis 2016 |
| Saison                             | Platzierung                        | Torverhältnis                      | Punkte                             | Fortschritt Copa del Rey           | Fortschritt Europapokal            |
| ---------------------------------- | ---------------------------------- | ---------------------------------- | ---------------------------------- | ---------------------------------- | ---------------------------------- |
| 2013/14                            | 5.                                 | 69:52                              | 63                                 | Sechzehntelfinale                  | Titelgewinn Europa League          |
| 2014/15                            | 5                                  | 71:45                              | 76                                 | Viertelfinale                      | Titelgewinn Europa League          |
| 2015/16                            | 7.                                 | 51:50                              | 52                                 | Finale                             | Titelgewinn Europa League          |

Sowohl gegen FK Mladost Podgorica als auch gegen Śląsk Wrocław setzte sich Sevilla mit einem Gesamtergebnis von 9:1 durch und nahm daraufhin an der Gruppenphase der UEFA Europa League 2013/14 teil. Es war die erste Teilnahme an einer internationalen Endrunde nach drei Jahren Absenz. Gegen Slovan Liberec, den SC Freiburg und Estoril Praia wurde man mit 12 Punkten ungeschlagener Gruppensieger. Im Sechzehntelfinale besiegten die Andalusier den slowenischen Vertreter NK Maribor denkbar knapp (2:2 a; 2:1 h). Im Achtelfinale kam es zum Derby gegen Betis Sevilla, wo beide Spiele von der jeweils auswärts spielenden Mannschaft mit 2:0 gewonnen wurden. Im Elfmeterschießen setzten sich die Rot-Weißen durch und erreichten so das Viertelfinale gegen den FC Porto. Das Hinspiel in Portugal wurde zwar mit 0:1 verloren, doch zuhause fuhr man einen souveränen 4:1-Sieg ein, obwohl man ab der 54. Spielminute in Unterzahl spielen musste. Auch im Halbfinale musste man sich mit dem FC Valencia einem Ligakonkurrenten stellen. Im Hinspiel siegten die Andalusier mit 2:0, verloren in Valencia wiederum mit 1:3. Die Auswärtstorregel berechtigte dennoch den Einzug ins Finale im Juventus Stadium. Das Endspiel gegen Benfica Lissabon endete torlos, Sevilla gewann im Elfmeterschießen mit 4:2 und holte sich damit den ersten Titel seit der Reformation des Wettbewerbs und den dritten insgesamt.
Auf nationalem Niveau war für den andalusischen Klub insgesamt Luft nach oben. So erlangte man zwar mit einem fünften Platz in der Liga einen erneuten Startplatz für die Europa League, scheiterte dafür aber schon im Sechzehntelfinale der Copa del Rey. Gegen Racing Santander gewann man das Hinspiel mit 1:0, unterlag daraufhin zuhause mit 0:2. Im UEFA Super Cup kam es zum rein spanischen Duell gegen Real Madrid, das die Partie aber mit 2:0 für sich entschied.
In der Saison 2014/15 spielte Sevilla in Europa-League-Gruppe G gegen Feyenoord Rotterdam, HNK Rijeka und Standard Lüttich. Während man zuhause alle Partien gewann, blieb man auswärts mit zwei Unentschieden und einer Niederlage jedoch sieglos. Am Ende reichten die Leistungen für 11 Punkte und den zweiten Platz hinter Feyenoord. Vor dem Start der K.O.-Phase unterlag man im Viertelfinale der Copa del Rey Espanyol Barcelona. Die 1:3-Hinspielniederlage konnte man nach einem 1:0-Heimsieg nicht wettmachen. Auf dem Weg ins zweite Europa-League-Finale in Folge schalteten die Andalusier Borussia Mönchengladbach (1:0 h; 3:2 a), den FC Villarreal (3:1 a; 2:1 h), Zenit St. Petersburg (2:1 h; 2:2 a) und die AC Florenz (3:0 h; 2:0 a) aus. Im Nationalstadion Warschau traf man zum Endspiel auf den FK Dnipro, die größte Überraschung des Wettbewerbs. Weniger überraschend kam es, dass der FC Sevilla die Partie mit 3:2 für sich entschieden und damit den vierten Titel errungen hatte. Seither ist der Verein Rekordhalter des Wettbewerbs und erstmals war es ihm berechtigt, als Europa-League-Sieger direkt an der nächsten Champions-League-Gruppenphase teilzunehmen.
Zum Auftakt in die Saison 2015/16 trat man in einem denkwürdigen UEFA Super Cup auf den FC Barcelona, gegen den man einen 1:4-Rückstand aufholte. Zum Stand von 4:4 ging die Partie in die Verlängerung, aber am Ende kassierte Sevilla noch ein fünftes Tor und verlor die Partie doch noch. Allgemein verlief der Saisonstart recht holprig für die Andalusier, mit einem 3:0-Heimerfolg über Borussia Mönchengladbach feierte man im fünften Saisonspiel den ersten Sieg. Den ersten Ligasieg gab es erst am sechsten Spieltag (3:2 gegen Rayo Vallecano). Weiters unterlag man am 4. Spieltag der Champions-League-Gruppenphase zuhause mit 1:3 gegen Manchester City, womit man erstmals nach knapp 20 Monaten ein Europacup-Heimspiel verloren hatte. Am Ende reichte ein 1:0-Heimsieg gegen Juventus Turin, um Platz 3 und damit den Umstieg in die Europa League zu fixieren. Es ging daraufhin in der K.O.-Runde des Wettbewerbs gegen den Molde FK (3:0 h; 0:1 a) und den FC Basel (0:0 a; 3:0 h) bis ins Viertelfinale. Dort kam es zum rein spanischen Duell gegen Athletic Bilbao, wo die jeweilige Gastmannschaft mit 2:1 gewann. Sevilla konnte jedoch das Elfmeterschießen mit 5:4 für sich entscheiden. Das Halbfinale konnte mit einem 2:2 und einem 3:1 gegen Schachtar Donezk wieder umso souveräner überstanden werden. Im Endspiel traf man im St. Jakob Park auf den FC Liverpool. Man geriet zwar in Rückstand, drehte aber innerhalb der zweiten Halbzeit die Partie und siegte schlussendlich mit 3:1. Als bisher einzige Mannschaft überhaupt konnte der FC Sevilla dreimal in Folge die Europa League gewinnen. Ein weiteres Finale bestritten die Andalusier wenige Tage später in der Copa del Rey gegen den FC Barcelona. Die Partie ging jedoch nach Verlängerung mit 0:2 verloren; in der Liga reichte es für einen unterdurchschnittlichen 7. Platz. Erfolgstrainer Unai Emery zog es daraufhin nach Paris Saint-Germain.

### Umbruchsjahre und die Ära Lopetegui (2016–2025)
| Saisonleistungen von 2016 bis 2025 | Saisonleistungen von 2016 bis 2025 | Saisonleistungen von 2016 bis 2025 | Saisonleistungen von 2016 bis 2025 | Saisonleistungen von 2016 bis 2025 | Saisonleistungen von 2016 bis 2025 |
| Saison                             | Platzierung                        | Torverhältnis                      | Punkte                             | Fortschritt Copa del Rey           | Fortschritt Europapokal            |
| ---------------------------------- | ---------------------------------- | ---------------------------------- | ---------------------------------- | ---------------------------------- | ---------------------------------- |
| 2016/17                            | 04.                                | 69:49                              | 72                                 | Achtelfinale                       | Achtelfinale Champions League      |
| 2017/18                            | 07.                                | 49:58                              | 58                                 | Finale                             | Viertelfinale Champions League     |
| 2018/19                            | 06.                                | 62:47                              | 59                                 | Viertelfinale                      | Achtelfinale Europa League         |
| 2019/20                            | 04.                                | 54:34                              | 70                                 | Achtelfinale                       | Titelgewinn Europa League          |
| 2020/21                            | 04.                                | 53:33                              | 77                                 | Halbfinale                         | Achtelfinale Champions League      |
| 2021/22                            | 04.                                | 53:30                              | 70                                 | Achtelfinale                       | Achtelfinale Europa League         |
| 2022/23                            | 12.                                | 47:54                              | 49                                 | Viertelfinale                      | Titelgewinn Europa League          |
| 2023/24                            | 14.                                | 48:54                              | 41                                 |                                    |                                    |
| 2024/25                            | 17.                                | 42:54                              | 41                                 |                                    |                                    |

In die Saison 2016/17 startete der FC Sevilla unter Neo-Trainer Jorge Sampaoli. Sein Einstand sollte aber vorerst nicht gelingen, da man im UEFA Super Cup Real Madrid mit 2:3 unterlag und auch in der Supercopa de España mit 0:2 und 0:3 gegen Barcelona chancenlos war. Anschließend gab es mit einem 6:4 gegen Espanyol Barcelona einen höchst denkwürdigen Liga-Auftakt. In der UEFA Champions League 2016/17 spielte man in einer Gruppe gegen Juventus Turin, Olympique Lyon und Dinamo Zagreb. Sevilla wurde mit 11 Punkten hinter Juve Zweiter und stieg so erstmals seit sieben Jahren ins Achtelfinale der Champions League auf. Dort traf man auf Leicester City, den amtierenden Sensationsmeister Englands. Im Hinspiel siegten die Andalusier mit 2:1, unterlagen jedoch auf der Insel mit 0:2 und schieden aus. Bereits zwei Monate zuvor hatten sie ein Achtelfinale verloren, nämlich in der Copa del Rey gegen Real Madrid (0:3 a; 3:3 h).
Als Viertplatzierter spielte der FC Sevilla in der Play-off-Runde zur UEFA Champions League 2017/18. Dort setzte man sich mit einem 2:1-Auswärtssieg und einem 2:2 zuhause gegen den Istanbul Başakşehir FK durch. In einer verhältnismäßig einfachen Gruppe musste man sich dem FC Liverpool, Spartak Moskau und NK Maribor stellen. Sevilla konnte mit neun Punkten erneut den zweiten Platz und nahm erneut am Achtelfinale der Champions League teil. Kurz darauf trennte man sich von Trainer Eduardo Berizzo, den man erst im Sommer eingestellt hatte, da dieser an Prostatakrebs erkrankte. Nachfolger wurde Vincenzo Montella, unter dem sich der Klub nur bedingt stabilisierte, da man zwischen Siegen auch vereinzelt schwere Niederlagen einstecken musste. Allerdings gelang unter Montellas Führung der erste Einzug ins Champions-League-Viertelfinale seit 60 Jahren. Nach einem 0:0 im Hinspiel gewann man 2:1 im Old Trafford gegen Manchester United. Im Viertelfinale verlor man zuhause mit 1:2 gegen den FC Bayern München, das Rückspiel endete torlos. Im Finale der 2017/18 unterlag der FC Sevilla dem FC Barcelona deutlich mit 0:5. Im Anschluss verlor man bei der UD Levante mit 1:2, womit Montella nach neun sieglosen Spielen in Folge entlassen wurde. Bis zum Saisonende übernahm Joaquin Caparros interimistisch, Sevilla ergatterte als Siebtplatzierter gerade noch einen internationalen Qualifikationsplatz. Erstmals seit 2003 fiel die Tordifferenz in der Liga zudem negativ aus (−9).
Für die Saison 2018/19 stellte man Pablo Machín Díez als neuen Cheftrainer ein. In der Qualifikation zur Europa League setzte sich Sevilla gegen Újpest Budapest (4:0 h; 3:1 a), FK Žalgiris Vilnius (1:0 h; 5:0 a) und SK Sigma Olmütz (1:0 a; 3:0 h) durch. Zwischenzeitlich musste man nach einer 1:2-Niederlage den Supercup-Titel wieder an den FC Barcelona überlassen. In der Europa-League-Gruppenphase trafen die Andalusier auf den FK Krasnodar, Standard Lüttich und Akhisarspor. Mit einem 3:0-Heimsieg gegen Krasnodar zog man von den Punkten her mit dem russischen Vertreter gleich, wurde aber aufgrund der deutlich besseren Tordifferenz Gruppensieger. In der K.O.-Runde wollte Sevilla als Rekordsieger nun voll angreifen, kam aber nicht allzu weit. Im Sechzehntelfinale setzte man sich gegen Lazio Rom durch (1:0 a; 2:0 h), scheiterte aber im Achtelfinale nach Verlängerung überraschend an Slavia Prag (2:2 h; 3:4 a), was für Machin das Aus als Sevilla-Trainer bedeutete. In der Copa del Rey konnte man im Viertelfinale das Hinspiel gegen Barcelona mit 2:0 gewinnen, verlor aber das Rückspiel mit 1:6. In der Liga reichte es für Platz 6 und damit zur erneuten Teilnahme an der Europa League.
Zur Saison 2019/20 wurde Julen Lopetegui zum neuen Cheftrainer ernannt. Dieser hatte zuvor bei Real Madrid und der spanischen Nationalmannschaft keinen guten Stand und wurde dementsprechend hinterfragt. Aber die Entscheidung sollte sich demnächst zu einer goldrichtigen entwickeln. In der Europa-League-Gruppenphase spielte man gegen APOEL Nikosia, Qarabağ Ağdam und F91 Düdelingen. Nach fünf Siegen verlor man lediglich das letzte Gruppenspiel beim zyprischen Rekordmeister mit 1:0, der Gruppensieg war zu diesem Zeitpunkt aber bereits gesichert. Den ersten Dämpfer unter Lopetegui gab es im Achtelfinale der Copa del Rey, wo man überraschend dem Zweitligisten CD Mirandés mit 1:3 unterlegen war. In der Europa League konnte das Sechzehntelfinale gegen CFR Cluj nur aufgrund der Auswärtstorregel überwunden werden (1:1 a; 0:0 h). Nachdem der Spielbetrieb wegen der COVID-19-Pandemie im März eingestellt und im Juni wiederaufgenommen wurde, blieb Sevilla bis zum Saisonende ungeschlagen. In der Liga erreichte man wie Atlético Madrid 70 Punkte, musste sich jedoch wegen der schlechteren Tordifferenz mit Platz 4 zufriedengeben. Anschließend setzte sich Sevilla im weiteren Verlauf der K.O.-Phase der Europa League – wo jede Runde nur mehr ein Spiel umfasste – gegen die AS Rom (2:0), die Wolverhampton Wanderers (1:0), Manchester United (2:1) und Inter Mailand (3:2) durch. Damit war der sechste Titel im Wettbewerb errungen worden, im UEFA Super Cup musste man sich nach einem 1:2 nach Verlängerung gegen Bayern München aber einmal mehr geschlagen geben.
Man merkte dem Verein an, dass er zu alter Stärke zurückgefunden hatte. Das stellte er auch in der Gruppenphase der UEFA Champions League 2020/21 unter Beweis, als er hinter dem FC Chelsea und vor dem FK Krasnodar sowie Stade Rennes den zweiten Platz erringen konnte. In der Copa del Rey konnte man bis ins Halbfinale vorstoßen. Das Hinspiel gegen den FC Barcelona wurde mit 2:0 gewonnen, jedoch unterlag man im Hinspiel mit 0:3 und schied aus. Im Achtelfinale der Champions League verlor man das Hinspiel gegen Borussia Dortmund mit 2:3, im Rückspiel reichte es nur zu einem 2:2. In der Liga wurde erneut der vierte Platz, sodass Sevilla auch an der UEFA Champions League 2021/22 teilnehmen durfte. In einer Gruppe mit dem OSC Lille, dem FC Salzburg und dem VfL Wolfsburg konnte man jedoch nur einen Sieg einfahren (2:0 gegen Wolfsburg) und wechselte als Drittplatzierter in die Europa League. In der 2. Runde der Copa del Rey konnte man nur knapp eine Blamage gegen Viertligist CD Andratx abwenden, nachdem man beim Endstand von 1:1 im Elfmeterschießen gewonnen hatte. Es folgte ein 2:0 gegen Real Saragossa, daraufhin musste man sich im Derby gegen den späteren Sieger Betis Sevilla mit 1:2 geschlagen geben. In der K.O.-Phase der Europa League hatte man ebenfalls seine Schwierigkeiten. Im Sechzehntelfinale konnte man sich nur knapp gegen Dinamo Zagreb durchsetzen (3:1 h; 0:1 a), worauf man im Achtelfinale gegen West Ham United ausschied (1:0 h; 0:2). Auch diesmal beendete man die Liga als Viertplatzierter, hatte dabei aber nur drei Punkte Rückstand auf Vizemeister Barcelona.
Die Saison 2022/23 startete für den FC Sevilla denkbar schlecht. Aus den ersten zehn Saisonspielen holte man nur einen Sieg (3:2 gegen Espanyol). Julen Lopetegui musste infolge einer 1:4-Heimniederlage in der Champions League gegen Borussia Dortmund den Trainerposten des Vereins räumen. Als Nachfolger kehrte Jorge Sampaoli zurück, mit dem sich der andalusische Klub vorerst noch nicht ganz stabilisieren konnte. In der Champions League konnte man mit einem 3:0 gegen den FC Kopenhagen den dritten Gruppenplatz festigen und wechselte daraufhin in die Europa League. Vor dem Start in deren K.O.-Phase war man im Viertelfinale der Copa del Rey am CA Osasuna gescheitert. Bei den Andalusiern wurde mal wieder bemerkbar, dass die Auswärtsbilanz dürftig und die Heimbilanz dafür überragend war. Im K.O.-Play-off gegen die PSV Eindhoven gewann man zuhause mit 3:0, verlor aber auswärts mit 0:2. Ähnlich sah es im Achtelfinale gegen Fenerbahçe Istanbul, gegen das man zuhause mit 2:0 gewonnen und auswärts mit 0:1 verloren hatte. Nach einer 0:2-Niederlage gegen den FC Getafe musste Sampaoli für José Luis Mendilibar Platz machen. Im Viertelfinale gegen Manchester United holte man auswärts ein 2:2 heraus, gewann das Rückspiel daraufhin mit 3:0. Auch gegen Juventus Turin ging das Halbfinal-Hinspiel mit einem 1:1 unentschieden aus, das anschließende Rückspiel gewann man mit 2:1. Im Finale gegen die AS Rom gab es ebenfalls ein 1:1, im Elfmeterschießen setzten sich die Spanier jedoch mit 4:1 durch und gewannen damit ihren siebten Europa-League-Titel. Es handelt sich um den letzten internationalen Vereinstitel; im UEFA Super Cup holte man gegen Manchester City ein weiteres 1:1 heraus, verlor das Elfmeterschießen jedoch knapp mit 4:5.

### Gegenwart (seit 2023)
Seit der Saison 2022/23 hat der FC Sevilla mit einer sportlichen Krise zu kämpfen. In der Liga reichte es nur zu einem enttäuschenden zwölften Platz – die schlechteste Platzierung seit dem Abstiegsjahr 2000. Die UEFA Champions League 2023/24 erreichte man durch den Europa-League-Titel dennoch. Nachdem Sevilla auch diesmal wieder dem Abstieg entgegensteuerte, musste Mendilibar seinen Trainerposten im Oktober räumen. Diego Alonso trat seine Nachfolge an, aber Sevilla musste in der Champions-League-Gruppenphase den letzten Platz hinter dem FC Arsenal, der PSV Eindhoven und dem RC Lens hinnehmen. Damit wurde erstmals seit elf Jahren ein internationales Überwintern verfehlt. Diego Alonso wurde bereits nach 14 Saisonspielen und 67 Tagen seiner Aufgaben als Cheftrainer entbunden, nachdem die beiden einzigen Siege unter seiner Leitung gegen niederklassige Vereine in der Copa del Rey eingefahren werden konnten. Für die Leistungen des Vereins kam es auch überraschend, dass er dort das Viertelfinale erreichte, wo man Atlético Madrid mit 0:1 unterlag. Unter Neo-Trainer Quique Sánchez Flores konnte sich der FC Sevilla zwar zum Teil stabilisieren, von den früheren Erfolgen war er jedoch weit entfernt. Am Ende schloss man die Liga auf Platz 14 ab, auf den ersten Abstiegsplatz hatte man acht Punkte Vorsprung. Damit war auch klar, dass der Verein erstmals seit zwölf Jahren international nicht vertreten sein würde. Nachdem die Leistungen auch unter Sánchez Flores nicht überzeugend waren, startete man mit Francisco Javier García Pimienta in die Saison 2024/25.

## Vereinssymbolik

### Wappen
Seit seiner Gründung benutzte der Verein ein Wappen mit einem doppelten Kreis. Im äußeren Kreis war der Vereinsname und sein Gründungsdatum geschrieben. Im inneren Kreis standen die Buchstaben „SFC“ ineinander verflochten auf weißem Hintergrund (so wie auch in der heutigen Form.) Das erste Wappen wurde von Juan Lafita gestaltet.
1922 gestaltete Pablo Rodríguez Blanco das zweite Wappen. Das Wappen wurde dreigeteilt und erhielt die Silhouette eines Herzens. Drei Figuren wurden links in das Wappen aufgenommen. Es sind die Stadtheiligen Sevillas: Isidor von Sevilla, Ferdinand III. von Kastilien und Leander von Sevilla. Die drei erscheinen auch auf Sevillas Stadtwappen. Rechts sind die Buchstaben SFC dargestellt. Beim Zusammentreffen der drei Felder ist ein altertümlicher Fußball abgebildet. Die Herkunft der rot-weißen Streifen ist nicht klar.

### Hymnen
Der FC Sevilla hat zwei Vereinshymnen:
- Offizielle Hymne: Sie stammt aus dem Jahr 1983. Der Texte wurden von Angel Luis geschrieben, die Musik von Manuel Osquiguilea de Roncales komponiert.
- Hundertjährige Hymne: Diese Hymne entstand 2005 anlässlich des 100-jährigen Jubiläums des FC Sevilla. Sie wurde vom Sänger Javier Labandon El Arrebato komponiert.

### Sport-Ausrüstung
| Ausrüster | Ausrüster      |
| --------- | -------------- |
| 1980–1985 | Adidas         |
| 1985–1986 | Yama           |
| 1986–1990 | Puma           |
| 1990–1992 | Bukta          |
| 1992–1993 | Front Runner   |
| 1993–1994 | Hot Shot       |
| 1994–2001 | Umbro          |
| 2001–2011 | Joma           |
| 2011–2013 | Umbro          |
| 2013–2015 | Warrior Sports |
| 2015–2018 | New Balance    |
| 2018–2022 | Nike           |
| seit 2022 | Castore        |

## Titel
Bei seinen insgesamt sieben Finalteilnahmen im UEFA-Cup bzw. der Europa League war der FC Sevilla immer erfolgreich und ist damit Rekordsieger; in den Jahren 2014 bis 2016 gewann der Verein diesen Wettbewerb dreimal nacheinander. Den bisher letzten Titel gewann er am 31. Mai 2023 im Elfmeterschießen gegen die AS Rom.
- UEFA-Pokal bzw. UEFA Europa League: 2006, 2007, 2014, 2015, 2016, 2020, 2023 (Rekord)
- UEFA Super Cup: 2006
- Spanischer Meister: 1946
- Spanischer Pokalsieger: 1935, 1939, 1948, 2007, 2010
- Spanischer Supercupsieger: 2007
- Campeonato Regional Sur (Copa de Andalucía): 1916–1917, 1918–1919, 1919–1920, 1920–1921, 1921–1922, 1922–1923, 1923–1924, 1924–1925, 1925–1926, 1926–1927, 1928–1929, 1929–1930, 1930–1931, 1931–1932, 1932–1933, 1935–1936, 1938–1939, 1939–1940
- UEFA-CONMEBOL Club Challenge: 2023

## Trainer
- Jenő Kalmár (1958)
- Max Merkel (1969–1971)
- Xabier Azkargorta (1987–1988)
- Carlos Bilardo (1992–1993, 1997)
- Luis Aragonés (1993–1995)
- José Antonio Camacho (1996–1997)
- Vicente Miera (1997–1998)
- Joaquín Caparrós (2000–2005)
- Juande Ramos (2005–2007)
- Manolo Jiménez (2007–2010)
- Antonio Álvarez (2010)
- Gregorio Manzano (2010–2011)
- Marcelino (2011–2012)
- Míchel (2012–2013)
- Unai Emery (2013–2016)
- Jorge Sampaoli (2016–2017)
- Eduardo Berizzo (2017)
- Vincenzo Montella (2018)
- Joaquín Caparrós (2018–2019)
- Pablo Machín (2019)
- Julen Lopetegui (2019–2022)
- Jorge Sampaoli (2022–2023)
- José Luis Mendilibar (2023)
- Diego Alonso (2023)
- Quique Sánchez Flores (2023–2024)
- Francisco Javier Garcia Pimienta (2024–2025)
- Joaquín Caparrós (2025)
- Matías Almeyda (ab 07/2025)

## Persönlichkeiten

### Aktueller Kader 2024/25
Stand: 2. Mai 2025
| Nr.        | Nat.       | Name                   | Geburtstag         | im Verein seit |     |     |
| Tor        | Tor        | Tor                    | Tor                | Tor            | Tor | Tor |
| ---------- | ---------- | ---------------------- | ------------------ | -------------- | --- | --- |
| 01         | Spanien    | Álvaro Fernández       | 13. April 1998     | 2024           |     |     |
| 13         | Norwegen   | Ørjan Nyland           | 10. September 1990 | 2023           |     |     |
| 31         | Spanien    | Alberto Flores         | 10. November 2003  | 2022           |     |     |
| Abwehr     |            |                        |                    |                |     |     |
| 02         | Spanien    | José Ángel Carmona     | 29. Januar 2002    | 2022           |     |     |
| 03         | Spanien    | Adrià Pedrosa          | 13. Mai 1998       | 2023           |     |     |
| 04         | Spanien    | Kike Salas             | 23. April 2002     | 2023           |     |     |
| 22         | Frankreich | Loïc Badé              | 11. April 2000     | 2023           |     |     |
| 23         | Brasilien  | Marcão                 | 5. Juni 1996       | 2022           |     |     |
| 24         | Frankreich | Tanguy Nianzou         | 7. Juni 2002       | 2022           |     |     |
| 26         | Spanien    | Juanlu Sánchez         | 15. August 2003    | 2022           |     |     |
| Mittelfeld |            |                        |                    |                |     |     |
| 06         | Serbien    | Nemanja Gudelj         | 16. November 1991  | 2019           |     |     |
| 12         | Belgien    | Albert Sambi Lokonga   | 22. Oktober 1999   | 2024           |     |     |
| 17         | Spanien    | Saúl Ñíguez            | 21. November 1994  | 2024           |     |     |
| 18         | Frankreich | Lucien Agoumé          | 9. Februar 2002    | 2024           |     |     |
| 20         | Schweiz    | Djibril Sow            | 6. Februar 1997    | 2023           |     |     |
| Sturm      |            |                        |                    |                |     |     |
| 05         | Schweiz    | Rubén Vargas           | 5. August 1998     | 2025           |     |     |
| 07         | Spanien    | Isaac Romero           | 18. Mai 2000       | 2019           |     |     |
| 10         | Spanien    | Suso                   | 19. November 1993  | 2020           |     |     |
| 11         | Belgien    | Dodi Lukébakio         | 24. September 1997 | 2023           |     |     |
| 14         | Spanien    | Gerard Peque Fernández | 4. Oktober 2002    | 2024           |     |     |
| 15         | Nigeria    | Akor Adams             | 29. Januar 2000    | 2025           |     |     |
| 21         | Nigeria    | Chidera Ejuke          | 2. Januar 1998     | 2024           |     |     |
| 27         | Belgien    | Stanis Idumbo          | 29. Juni 2005      | 2024           |     |     |

- Cheftrainer: Joaquín Caparrós

### Bekannte ehemalige Spieler
- Matías Almeyda
- Ricardo Daniel Bertoni
- Diego Maradona
- Diego Simeone
- Javier Saviola
- Luís Fabiano
- Adriano
- Dani Alves
- Bebeto
- Júlio Baptista
- Carlos Bacca
- Christian Poulsen
- Miklos Molnar
- Juan Arza
- Sergio Ramos
- José Mari
- Jesús Navas
- Carlos Marchena
- Manolo Jiménez
- Rafael Paz
- Antonio Puerta
- Santi Azterro
- Fede
- Darío Silva
- Marcelo Zalayeta
- Andreas Hinkel
- Marko Marin
- Piotr Trochowski
- Robert Prosinečki
- Ivan Rakitić
- Davor Šuker
- Frédéric Kanouté
- Iván Zamorano
- Vasileios Tsiartas
- Ariza Makukula
- Gerardo Torrado
- Khalid Boulahrouz
- Ilie Dumitrescu
- Toni Polster
- Alexander Kerschakow
- Rinat Dassajew
- Ignacio Achúcarro

## Sevilla Atlético
Sevilla Atlético ist die zweite Mannschaft des FC Sevilla. Die Mannschaft wurde im Jahr 1950 gegründet und erreichte schnell die Tercera División, gewann den Wettbewerb 1961 und 1962 und verbrachte die Saison 1962–1963 auch in der Segunda División. Nach drei Jahren in der Regionalliga zu Beginn der 1970er Jahre kehrte der Verein 1976 in die dritte Liga zurück. 1977 wurde die Segunda División B als neue dritte Fußballliga gegründet. Sevilla Atlético spielte dort drei Saisons, ehe man 1980 als Tabellenachtzehnter in die Tercera División abstieg. Nach sieben Jahren stieg die Mannschaft 1987 dann wieder in die Segunda División auf und spielte dort, bis auf zwei Saisons in der Tercera División (1991/92 und 2000/01), 20 Jahre lang.
Die Spielzeit 2005/06 beendete Sevilla Atlético als Tabellenerster und stieg somit in die Segunda División auf. In der Saison 2008/09 war sie die einzige B-Mannschaft in der Segunda División, der zweiten spanischen Liga, stieg aber als Tabellenletzter in die Segunda División B ab. Dort spielte Sevilla Atlético anschließend sechs Jahre und stieg in der Saison 2015/16 als Tabellendritter in die Segunda División auf. In der Saison Spielzeit 2017/18 folgte dann als Tabellenletzter mit 32 Punkten der erneute Abstieg in die Segunda División B. Nach drei Saisons gelang der zweiten Mannschaft des FC Sevilla dann der erneute Aufstieg, sodass man 2021/22 in der Primera División RFEF, der neu gegründeten, dritthöchsten Spielklasse im spanischen Ligasystem, spielt.